# Aguilera (álbum)
Aguilera é o nono álbum de estúdio e segundo álbum em espanhol da cantora Christina Aguilera. Foi lançado em 31 de maio de 2022 pela Sony Music Latin. O álbum foi comercializado como uma trilogia, composto por três partes lançadas separadamente: La Fuerza, La Tormenta e La Luz.
É a continuação do oitavo álbum de estúdio de Aguilera, Liberation de 2018, e seu primeiro álbum em espanhol em 22 anos desde que Mi reflejo foi lançado como seu segundo álbum de estúdio em 2000. Para promovê-lo, Aguilera se apresentou em vários programas de televisão, da mesma forma, realizou uma série de shows de divulgação do álbum na Europa durante o verão. O álbum recebeu 7 indicações ao Grammy Latino, das quais ganhou um.

## Faixas
| Lista de músicas de Aguilera |                                                                    |                                                   |         |  |
| N.º                          | Título                                                             | Producer(s)                                       | Duração |  |
| 1.                           | "Ya Llegué"                                                        | Rafa Arcaute Federico Vindver JonTheProducer      | 3:03    |  |
| 2.                           | "Pa Mis Muchachas" (com Becky G e Nicki Nicole Part. Nathy Peluso) | Arcaute Vindver                                   | 3:36    |  |
| 3.                           | "Somos Nada"                                                       | Arcaute Vindver                                   | 3:01    |  |
| 4.                           | "Santo" (com Ozuna)                                                | Arcaute Vindver DallasK Barrios                   | 3:03    |  |
| 5.                           | "Como Yo"                                                          | Arcaute Vindver Wincorn                           | 2:46    |  |
| 6.                           | "La Reina"                                                         | Arcaute Vindver Marrufo                           | 3:48    |  |
| 7.                           | "Suéltame" (com Tini)                                              | Rengifo Torres Arcaute Vindver                    | 2:53    |  |
| 8.                           | "Brujería"                                                         | Feid Slow Arcaute Vindver                         | 2:45    |  |
| 9.                           | "Traguito"                                                         | HoneyBoos Clay Arcaute Vindver                    | 3:11    |  |
| 10.                          | "Cuando Me Dé la Gana"                                             | Arcaute Vindver Marrufo                           | 3:26    |  |
| 11.                          | "Te Deseo lo Mejor"                                                | E. Barrera L. Barrera Jr. Linares Vindver Arcaute | 2:36    |  |
| 12.                          | "Cuando Me Dé la Gana" (com Christian Nodal)                       | Arcaute Vindver Marrufo                           | 3:26    |  |
| 13.                          | "Intro (La Luz)"                                                   | Arcaute Vindver Jean Rodríguez                    | 0:40    |  |
| 14.                          | "No Es Que Te Extrañe"                                             | Arcaute Vindver                                   | 4:43    |  |
| Duração total:               | Duração total:                                                     | Duração total:                                    | 43:03   |  |

Notas
- A coprodução de todas as faixas é da Afo Verde..
- A produção vocal de todas as faixas é feita por Rodríguez.
- Nos lançamentos digitais, o álbum é separado em três discos:[2]
  - Disco um, La Fuerza (1–6)..
  - Disco dois, La Tormenta (7–12).
  - Disco três, La Luz (13–14).